# Haplophyllum multicaule
Haplophyllum multicaule är en vinruteväxtart som beskrevs av Aleksei Ivanovich Vvedensky. Haplophyllum multicaule ingår i släktet Haplophyllum och familjen vinruteväxter. Inga underarter finns listade i Catalogue of Life.